# Messelopython freyi
Messelopython freyi — викопний вид змій надродини Pythonoidea, до складу якої входять також пітони. Вид існував у ранньому еоцені в Європі.

## Скам'янілості
Викопні рештки цього пітона знаходять у Мессельському кар'єрі на заході Німеччини. Всього відомо п'ять добре збережених, майже повних скелетів з черепами. На основі решток у 2020 році науковцями із Зекенберзького дослідницького інституту у Франкфурті-на-Майні описано нові вид та рід Messelopython freyi. Родова назва Messelopython означає «пітон з Месселя». Назва виду M. freyi вшановує німецького палеонтолога Ебергарда Фрея.

## Опис
Найбільший відомий зразок сягав 97 см і мав 275 хребців.